# Dirk Matten
Dirk Matten (* 13. Juli 1965 in Oberhausen) ist ein deutscher Wirtschaftswissenschaftler.

## Leben
Matten studierte an der Universität Essen. Nach seinem Abschluss als Diplom-Kaufmann 1989 war er Wissenschaftlicher Mitarbeiter an der Heinrich-Heine-Universität Düsseldorf, wo er 1997 promovierte und sich 2004 habilitierte.
Von 1999 bis 2002 arbeitete Matten als DAAD-Fachlektor für Business Ethics an der European Business Management School der University of Wales in Swansea. Anschließend war er bis 2004 Forschungsstipendiat am International Centre for Corporate Social Responsibility der Nottingham University Business School.
Ab 2004 leitete Matten das Forschungszentrum für Nachhaltigkeit der University of London. Im Jahr 2007 folgte er einem Ruf an die York University in Toronto und leitet dort seit 2010 das Center of Excellence for Responsible Business. Er ist Mitautor der A to Z of Corporate Social Responsibility, mit Wayne Visser und Nick Tolhurst (Wiley, 2007).